# Cantón de Behren-lès-Forbach
El cantón de Behren-lès-Forbach era una división administrativa francesa, que estaba situada en el departamento de Mosela y la región de Lorena.

## Composición
El cantón estaba formado por trece comunas:
- Behren-lès-Forbach
- Bousbach
- Cocheren
- Diebling
- Farschviller
- Folkling
- Metzing
- Morsbach
- Nousseviller-Saint-Nabor
- Œting
- Rosbruck
- Tenteling
- Théding

## Supresión del cantón de Behren-lès-Forbach
En aplicación del Decreto nº 2014-183 de 18 de febrero de 2014, el cantón de Behren-lès-Forbach fue suprimido el 22 de marzo de 2015 y sus 13 comunas pasaron a formar parte, nueve del nuevo cantón de Stiring-Wendel y cuatro del nuevo cantón de Forbach.